# ساندیا
ساندیا (به انگلیسی: Sandhja) (زاده ۱۶ مارس ۱۹۹۱) خواننده فنلاندی است.
او در مسابقه آواز یوروویژن ۲۰۱۶ نماینده فنلاند بود .